# Sankta Annas kloster, Halmstad

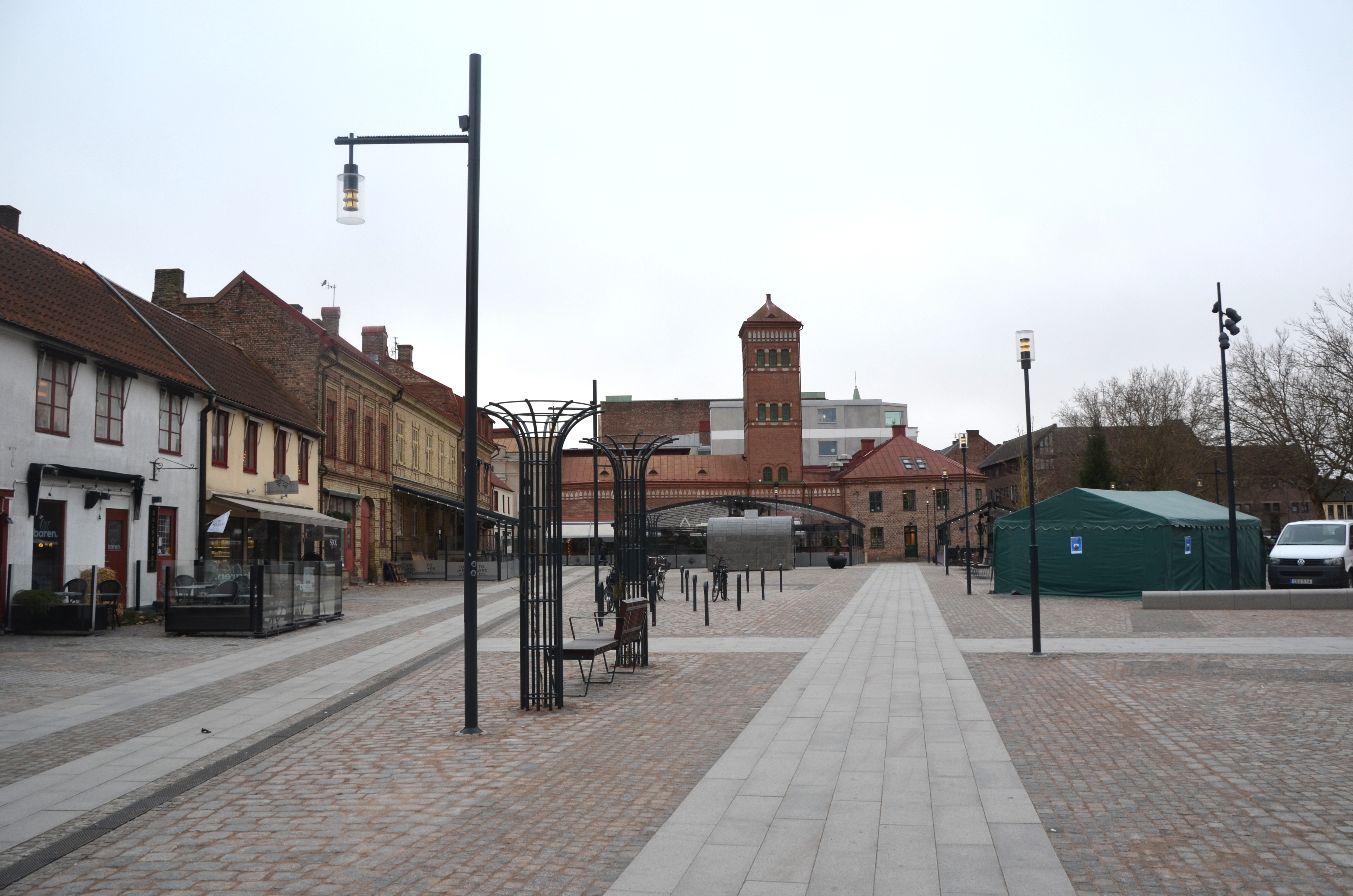
Santa Annas kloster låg på platsen för dagens Lilla Torg

Sankta Annas kloster, var ett franciskankloster i Halmstad, som anlades 1494 och upplöst 1531, egentligen en klosterliknande gemenskap, ett konvent.
Sankta Annas kloster uppges i Rerum Danicarum som anlagt 1494. Mycket tyder dock på att byggnationen pågick ännu både 1499 och 1503. Kristina av Sachsen gav vid sitt besök i Halmstad 1503 en silvertavla som skulle försäljas och pengarna användas till franciskanklostrets byggande. 1531 skall klosterbröderna av stadens magistrat fråntagits klostrets nycklar och fördrivits från klostret. Sex bröder skall ha fått tillstånd att stanna kvar om de levde på allmosor och undanhöll sig från att predika. Klostret verkar dock ha övergivits och året därpå gav Fredrik I tillstånd att använda klostrets egendom till de fattigas underhåll. 1564 återtog Fredrik II klostret, som då ännu till delar stod kvar och förlänade det till en person med namnet Lauritz Jensen. Borgmästare och råd löste dock 1577 klosteregendomen från Lauritz Jensens änka i syfte att använda det som hospital. Om något sådant tillkom är dock oklart. Ett kopparstick från 1593 och en relief från 1598 på Fredrik II:s gravmonument i Roskilde domkyrka visar att klosterkyrkan då ännu stod kvar. Det gamla franciskanerkonventet användes bland annat som hospital och tyghus. Byggnaderna torde dock ha förstörts i samband med Halmstads stadsbrand 1619.
I samband med arkeologiska utgrävningar på Lilla Torg 1932 undersöktes konventets södra delar. Här har tydligen klostrets kök varit beläget. Klosterkyrkan var också belägen i klostrets södra del.
Ytterligare en utgrävning av konventet gjordes 2023, då även en större del av konventkyrkan inkluderades i undersökningen.